# Ernst Tenge
Ernst Wilhelm Ludwig Tenge (* 25. Mai 1861 in Oldenburg (Oldb); † 6. Februar 1943 ebenda) war ein deutscher Jurist und ab 1924 Präsident des Oberlandesgerichts Oldenburg.

## Karriere
Tenge wurde als Sohn des Oberlandesgerichtsrats und späteren Oberlandesgerichtsdirektors Eugen Tenge (1829–1903) und dessen Ehefrau Caroline Louise Alvine geb. Sprenger (1832–1876), der Tochter des Vareler Arztes Carl Ludwig Sprenger (1792–1846), in Oldenburg geboren. Er besuchte das dortige Alte Gymnasium und studierte ab 1881 Jura an den Universitäten Tübingen und Leipzig. Während seines Studiums wurde er 1880/81 Mitglied der schwarzen Verbindung Derendingia (seit 1897 Tübinger Burschenschaft Derendingia). Nach dem juristischen Vorbereitungsdienst ab 1884 legte er 1890 die zweite Staatsprüfung ab und trat als Assessor in den oldenburgischen Justizdienst ein. In den folgenden Jahren war er als Hilfsrichter und Amtsanwalt an mehreren Amtsgerichten im Großherzogtum Oldenburg tätig. 1892 wurde er schließlich Amtsrichter in Delmenhorst. 1899 wurde er zum Oberamtsrichter befördert. 1903 wurde er nach Oldenburg versetzt und im folgenden Jahr zum Oberlandesgerichtsrat ernannt. Parallel war er von 1905 bis 1923 auch Mitglied des oldenburgischen Oberkirchenrats. Am 1. April 1924 wurde er als Nachfolger von Eduard Niebour zum Präsidenten des oldenburgischen Oberlandesgerichts ernannt. Laut seines Biographen Hans Friedl im  BHGLO hatte Tenge diese Stelle bis zu seiner Pensionierung am 1. Juni 1936 inne.

## Familie
Tenge heiratete am 16. Oktober 1891 die aus Burhave stammende Marie geb. Oncken (1866–1945), Tochter des Arztes Johann Heinrich Oncken (1830–1871) und der Wilhelmine Emilie geb. Cornelius (1843–1919). Der Ehe entstammten eine Tochter und ein Sohn.